# 23 Гидры
23 Гидры (лат. 23 Hydrae), HD 79910 — кратная звезда в созвездии Гидры на расстоянии приблизительно 329 световых лет (около 101 парсек) от Солнца. Возраст звезды определён как около 3,5 млрд лет.

## Характеристики
Первый компонент (WDS J09167-0621Aa) — оранжевый гигант спектрального класса K0, или K2III, или K2-3III. Видимая звёздная величина звезды — +5,236m. Масса — около 2,935 солнечной, радиус — около 16,557 солнечного, светимость — около 109,605 солнечной. Эффективная температура — около 4787 K.
Второй компонент (WDS J09167-0621Ab). Масса — около 1,4 солнечной. Орбитальный период — около 2,5243 года. Удалён на 0,04 угловой секунды.
Третий компонент — красный карлик спектрального класса M. Масса — около 258,21 юпитерианской (0,2465 солнечной). Удалён в среднем на 2,141 а.е..
Четвёртый компонент (WDS J09167-0621B). Масса — около 0,85 солнечной. Видимая звёздная величина звезды — +10,8m. Орбитальный период — около 223872 суток (612,93 года). Удалён на 1,3 угловой секунды.